# Емілія Пардо Басан

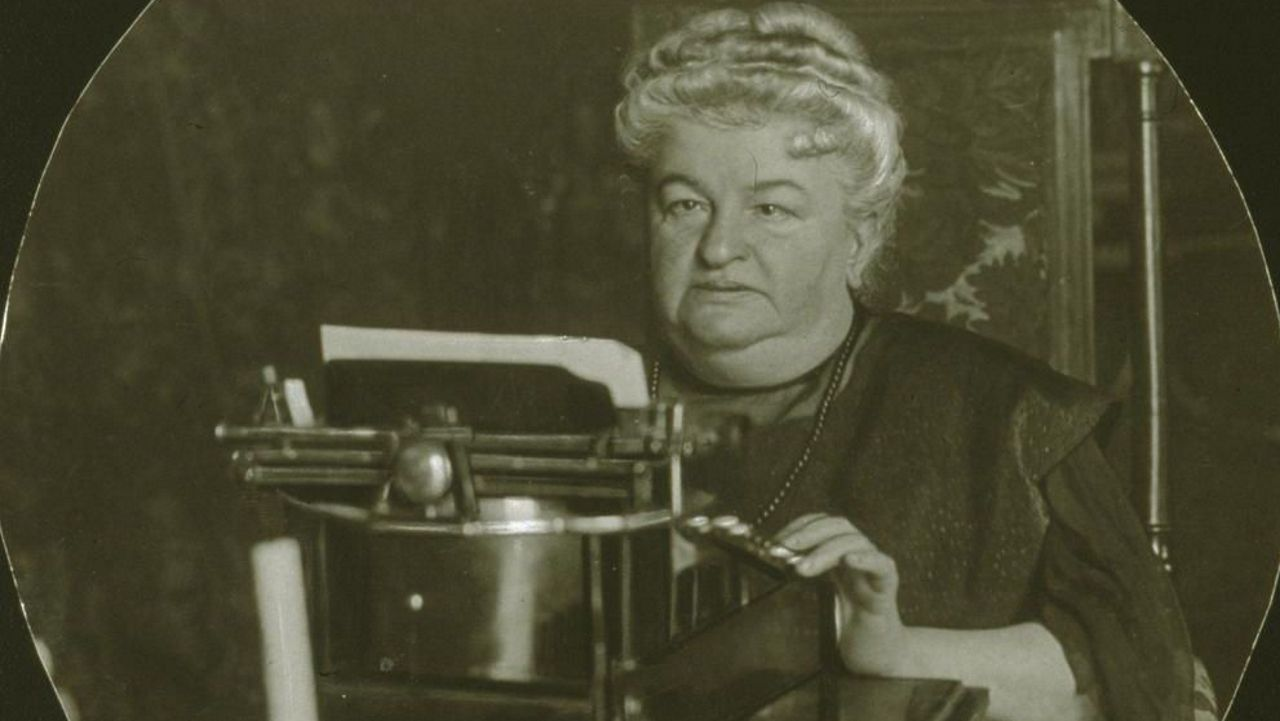
Пардо Базан перед друкарською машинкою

Емілія Пардо-Базан і де ла Руа-Фігероа (ісп. Emilia Antonia Socorro Josefa Amalia Vicenta Eufemia Pardo Bazán y de la Rúa-Figueroa, нар. 16 вересня 1851, Ла-Корунья — пом. 12 травня 1921, Мадрид), графиня Пардо-Базан — іспанська феміністська письменниця, перекладачка, редакторка, журналістка, професорка і викладачка, а також господиня салону та гастрономістка, яка представила натуралізм в Іспанії. Виступала за освіту жінок, їх присутність в культурній сфері та проти ранніх шлюбів. Серед її видатних робіт — La cuestión palpitante, добірка статей, за які її вважають однією з головних популяризаторів натуралізму в Іспанії. 
Повне зібрання творів було надруковано за життя (Obras Completas, Мадрид: Imprenta A. Pérez Dubrull, 1891, 43 томи), але найбільш повним здається посмертне зібрання 1924 року (Obras Completas, Вальядолід: Imprenta Colegio de Santiago, SA, 1924). Федеріко Карлос Сайнс де Роблес зробив ще одне видання з дослідженням і примітками, але обмежившись своїм оповіданням.

Вона захоплювалася та підтримувала роботи найбільш авангардних художників того часу, таких як Соролла та Ауреліано де Беруєте.

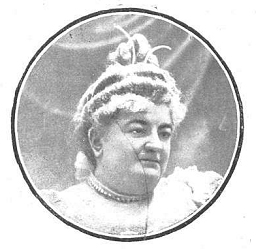
Фотографія Емілії Пардо Базан, опублікована в 1908 році в журналі Actualidades.

## Біографія
Емілія Пардо Базан була дочкою знатної та багатої галісійської родини в Іспанії. Відвідувала французьку школу під захистом Королівського дому, де познайомилася з літературною творчістю Лафонтена та Жана Расіна. Отримала підготовку з усіх видів предметів, приділяючи особливу увагу гуманітарним наукам і мовам, вільно володіючи французькою, англійською та німецькою.
У 16 років вступила в шлюб з 19-річним Хосе Кірогу і Пересом Дезу, студентом права також зі знатної родини. Весілля відбулося в 1868 році в Мейрасі, пара вирушила в тур Іспанією. Подружжя жило з батьками та подорожувало Європою.

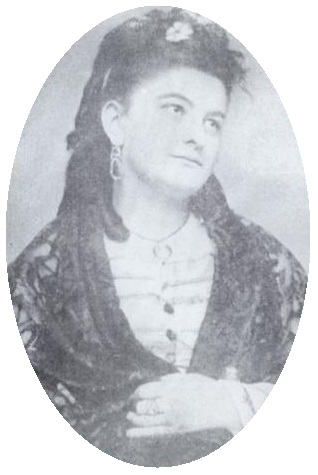
Емілія Пардо Базан

У 1869 році переїхала з чоловіком жити в Мадрид, коли його обрали депутатом Кортеса після революції 1868 року. 
Через 8 років шлюбу народила сина Хайме (1876, розстріляний у 1936 під час громадянської війни); пізніше доньок Бланку (1879—1970) і Кармен (1881—1935).
 

У наступні роки через її інтелектуальну та літературну діяльність чоловік поступово віддалявся. Мирно розійшовшись з у 1884 році, продовжила письменницьку діяльність у Мадриді та Галісії. Чоловік з цікавістю слідкував за її кар'єрою.

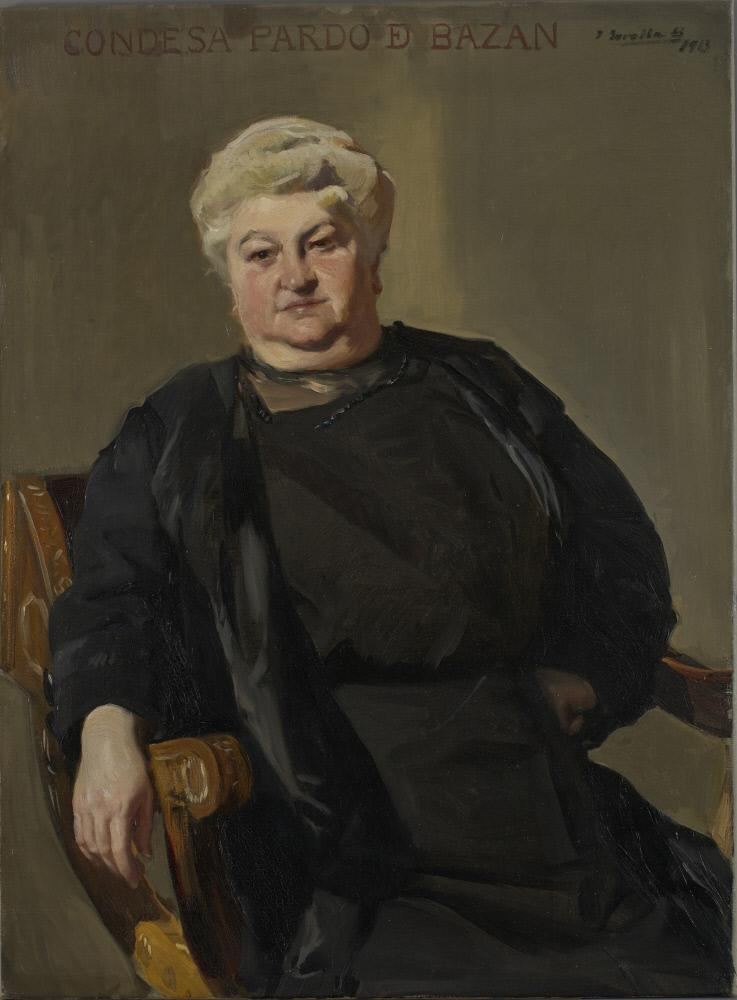
Фото Хоакіна Соролла, близько 1913 року

Пізніше мала стосунки з Беніто Пересом Гальдосом, на той час також близьким до натуралізму. Підтвердження цих стосунків, які триватимуть понад 20 років, і їх деталі були розкриті з 1970 року після публікації 32 її неопублікованих листів до Гальдоса. Стосунки переживали делікатні моменти, коли письменниця мала роман із Ласаро Гальдіано, проте вони характеризуються великим взаємним захопленням, а листування виявляє глибоку дружбу та велику літературну й любовну близькість.
Емілія Пардо Базан померла у 1921 році через ускладнення цукрового діабету. Похована в Мадриді в Базиліці де ла Консепсьйон, попри те, що вона дала вказівку поховати її в Торрес де Мейрас.

## Літературна діяльність
Емілія Пардо Базан публікувала хроніку подорожі до Мадрида в газеті El Imparcial. В роботі вона засуджувала необхідність європеїзації Іспанії.

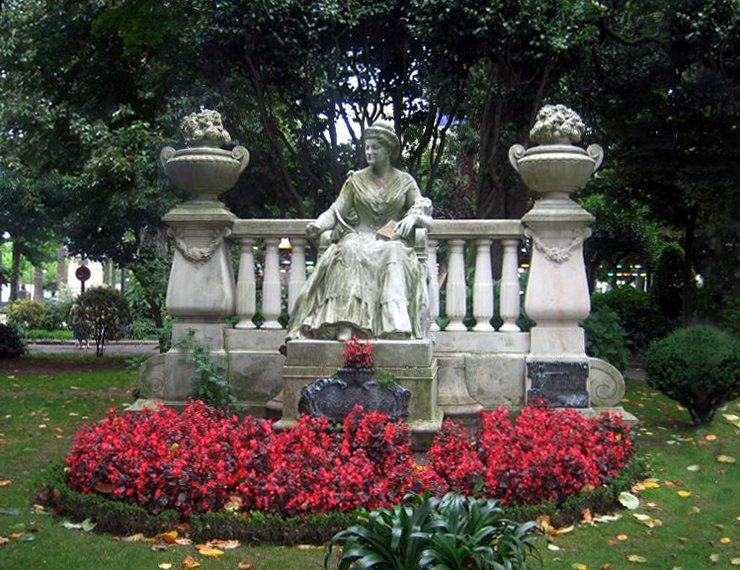
Пам'ятник Емілії Пардо Базан в Ла-Корунья

У 1876 році опублікована її перша письменницька робота. Того ж року вона опублікувала першу книгу віршів «Хайме», яку присвятила новонародженому синові.
Співпрацювала з католицьким журналом La Ciencia Cristiana.
Перший роман вийшов в 1879 році, Паскуаль Лопес, автобіографія студента-медика, романтичний і реалістичний роман одночасно. Успіх роботи спонукав її піти тим же шляхом, опублікувавши в 1881 році "Медовий місяць" про необачний шлюб молодої жінки і зрілого чоловіка.
Також 1881 роком датується початок епістолярного листування Емілії Пардо Базан з Беніто Пересом Гальдосом, з яким вона спочатку мала літературні стосунки, які призвели до тривалої любовної близькості, особливо після її розлучення в 1883 році.

### Натуралізм
Пардо Базан захоплюється французьким натуралізмом, але захищає іспанську літературу та її традиційний характер, який вважає своїм власним реалізмом.

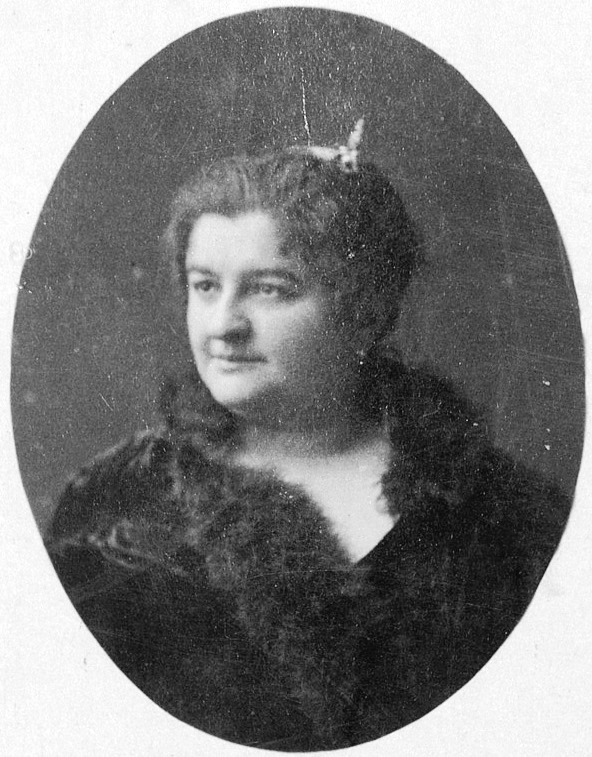
Емілія Пардо Базан у 1887 році

У 1882 році в журналі La Época почала публікацію серії статей про Еміля Золя та експериментального роману, за що її називали однією із головних пропагандистів натуралізму в Іспанії. Твір викликав значний резонанс і отримав численні нападки, його називали маніфестом на користь французької порнографії та атеїстичної літератури, додаючи до цього, що авторка була жінкою, дружиною та матір'ю. Есе «Пульсуюче питання» та роман «Трибуна» стали джерелом її слави бунтарської та провокативної письменниці.
У 1883 році Пардо Базан опублікувала роман, який вважають першим соціальним романом і першим іспанським натуралістичним романом. У романі розповідається історія страйку, а його героїня — смілива та рішуча молода жінка, обдурена «маленьким джентльменом», який спокушає її та кидає. Пардо Базан вперше з'єднує пролетаріат в іспанському романі — до Переса Гальдоса та Бласко Ібаньєса — і описує індустріальні методи, способи роботи, важкі години та робоче середовище в роки інтенсивної соціальної мобілізації. 

Починаючи з 1884 року Пардо Базан почала дистанціюватися від «золізму», не маючи на увазі дискваліфікації доктрини вчителя, яким вона завжди захоплюватиметься. У 1885 році вона опублікувала «Молоду леді» про подружні кризи, саме коли починається розлука з чоловіком. Як натуралізм Пардо Базан, так і натуралізм Гальдоса, на противагу ідеологічним і літературним принципам Золя, підкреслювали зв'язок французької школи з іспанською та європейською реалістичною традицією. У її найвідомішому романі, який утвердив її як одну з великих письменників іспанської літератури, вона описує занепад поміщицької олігархії, яка втратила роль соціального лідера, деградацію дворянства, жалюгідну картину занепаду галицького села та аристократії. Починаючи з 1890-х Пардо Базан відійшла від натуралізму і дослідила літературні шляхи, такі як ідеалізм і символізм, а також європейські тенденції.

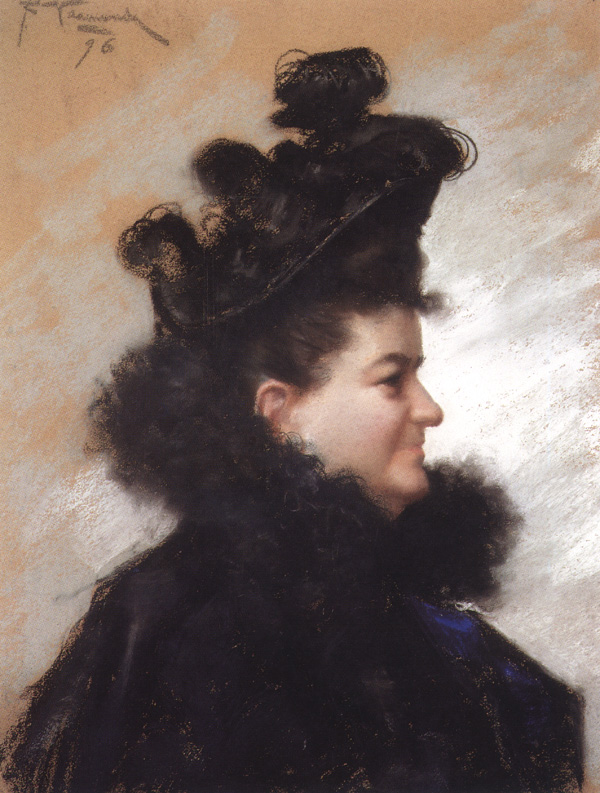
Портрет Емілії Пардо Базан (1896), художник Хоакін Ваамонде Корніде з Ла-Корунья.

Розставання з чоловіком дозволило Пардо Базан вільно безперешкодно займатися своїми літературними та інтелектуальними інтересами. Її хвилювали не лише літературні суперечки, а й втручання в політичну журналістику. Популярність інколи викликала ворожнечу проти неї серед письменників свого часу.
У 1888 році вона відвідала карлістського претендента на престол Іспанії у Венеції, і її статті сприяли відходу від карлізму.
Одночасно зі смертю батька в 1890 році її творчість розвивається в напрямку більшого символізму.
Гурманка-любителька, вона була авторкою двох кулінарних книг.

У 2012 році в Іспанії вперше було опубліковано роман, написаний нею у віці 13 років, «Aficiones peligrosas».

Герб графині Пардо Базан, дами ордена Марії Луїзи.

## Феміністична діяльність
Пардо Базан боролася за права жінок і присвятила своє життя захисту їх як у житті, так і в літературній творчості. Вона визначила себе як радикальну феміністку: «Я радикальна феміністка; Я вважаю, що всі права, які мають чоловіки, повинні належати жінкам». Створення щомісячного журналу Nuevo Teatro Crítico (1891—1893), який вона писала самостійно, доповнювалося створенням колекції Жіночої бібліотеки, яку вона заснувала та керувала з 1892 по 1914 рік, з особливо актуальними виданнями, такими як «Поневолення жінок» Джона Стюарта Мілля. Жінки до соціалізму Августа Бебеля є ключовими у прагненні Пардо Базан навчати жінок.
У свої твори вона вкладає свої ідеї про модернізацію іспанського суспільства, про необхідність жіночої освіти. Її освіта та подорожі Європою сприяли розвитку його інтересу до жіночого питання. У 1882 році вона брала участь у конгресі в Мадриді, відкрито критикуючи у промові освіту, яку отримували іспанки, вважаючи це «виїздкою», через яку їм передавалися цінності пасивності, слухняності та покори своїм чоловікам.
Одним із її починань була також присутність жінок у закладах культури.
Пардо Базан вважала, що рівність між жінками та чоловіками була можливою метою. Одним із її перших феміністичних і найбільш символічних творів, за експерткою з творчості Пардо Базан, дослідницею Крістіною Патіньо Ейрін, є «Листи до Тули», адресовані Хертрудіс Гомес де Авельянеда, співрозмовниці її мрії, коли вона вже померла. А в 1885 році в La dama joven вона представляє двох інших героїнь, що розмірковують про становище жінок свого часу. У 1883 році вона опублікувала Morriña e Insolación, обидва романи розповідають історію спокушання жінок з різних соціальних класів.
9 лютого 1905 року Емілія Пардо Базан стала першою жінкою, прийнятою до Атенео де Мадрид, з номером 7925. Через рік, у 1906, вона була першою жінкою, яка очолила відділ літератури Атенео де Мадрид.
Пардо Базан була першою жінкою, яка зайняла кафедру новолатинської літератури в Центральному університеті Мадрида (у 1916 році) крім того, що в 1910 році її призначив Альфонсо XIII радницею з громадської освіти.
З 1880 року вона підтримувала переписку з Менендесом Пелайо, котрий говорить, що вона «мила, смілива і дуже стримана», але через роки починає критикувати її роботи.

#### Журнал «Новий критичний театр»

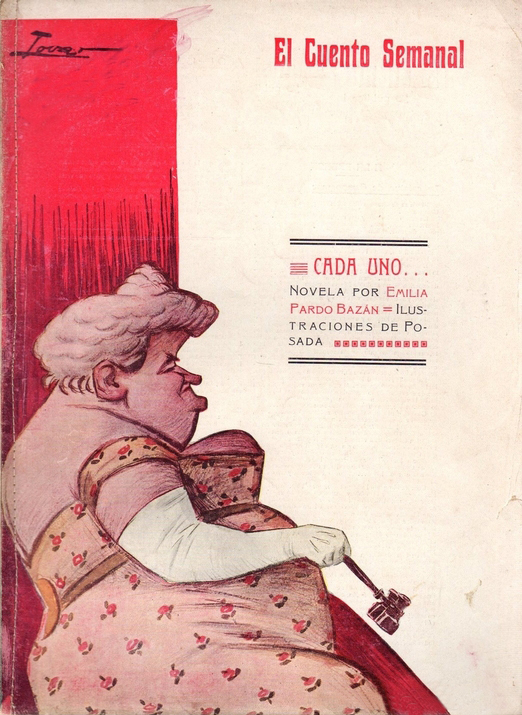

У своєму прагненні до реформ у 1890 році Пардо Базан скористалася спадком батька, щоб створити журнал соціальної та політичної думки, повністю написаний і фінансований нею. Зміст журналу Nuevo Teatro Critico, єдиною редакторкою якого була Педро Базан, був здебільшого присвячений фемінізму.
Спочатку вона мала успіх, її стиль і щирість посилили суперечки, створивши репутацію палкої та революціонерки.
La rica obra de Emilia Pardo Bazán incluye también los libros de viajes, como Por Francia y por Alemania (1889), Por la España pintoresca (1895) y las biografías San Francisco de Asís (1882) y Hernán Cortés (1914). Varela Jácome ha descubierto una novela inédita: Los misterios de Selva.

#### Колекція «Бібліотека жінки»
З 1892 по 1914 рік Пардо Базан фінансувала і керувала редакційним проєктом «Бібліотека жінки» з метою поширення серед жіночої громадськості прогресивних ідей, пов'язаних з правами жінок. У колекції помітні Поневолення жінок (1869) Джона Стюарта Мілля, Жінки перед обличчям соціалізму (Die Frau und der Sozialismus, 1879) Августа Бебеля. Кулінарні книги, які є останніми томами, продовжують феміністичний дух авторки.
Серед найбільш часто повторюваних тем оповідань є тема чоловічого насильства, присутня в деяких її романах. У 2018 році Крістіна Патіньо Ейрін з Університету Сантьяго-де-Компостела зробила компіляцію з 35 історій Пардо Базан на цю тему, до якої вона додала назву однієї з оповідань: «Зламане мереживо».

## Расовий детермінізм

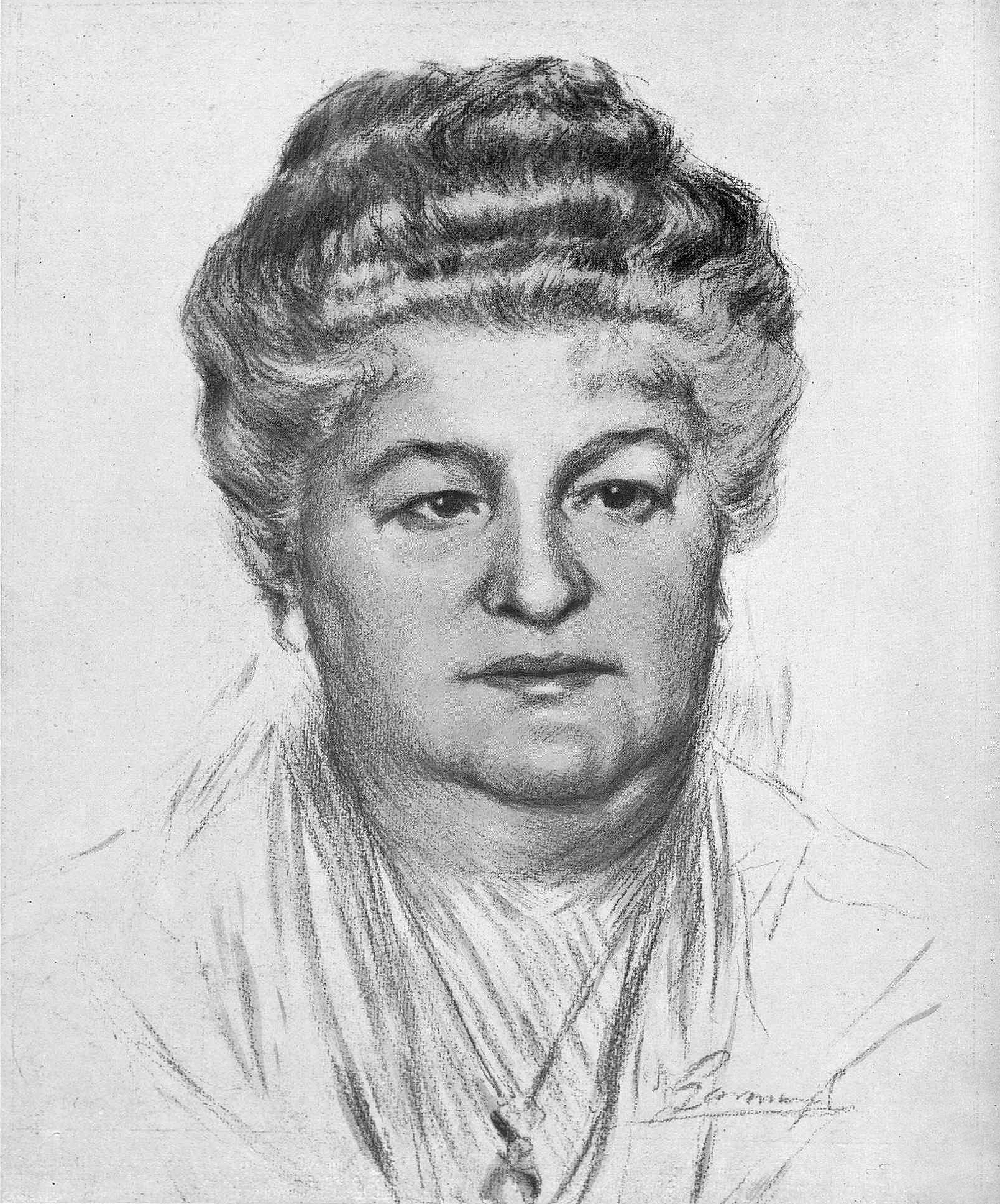
Зображення на сторінках La Esfera (1921)

Натуралізм частково ґрунтується на теоріях кінця 19 століття про расову спадковість і расовий атавізм. Вона добре зналася на расових теоріях Чезаре Ломброзо, застосованих до кримінології.

## Бібліографія

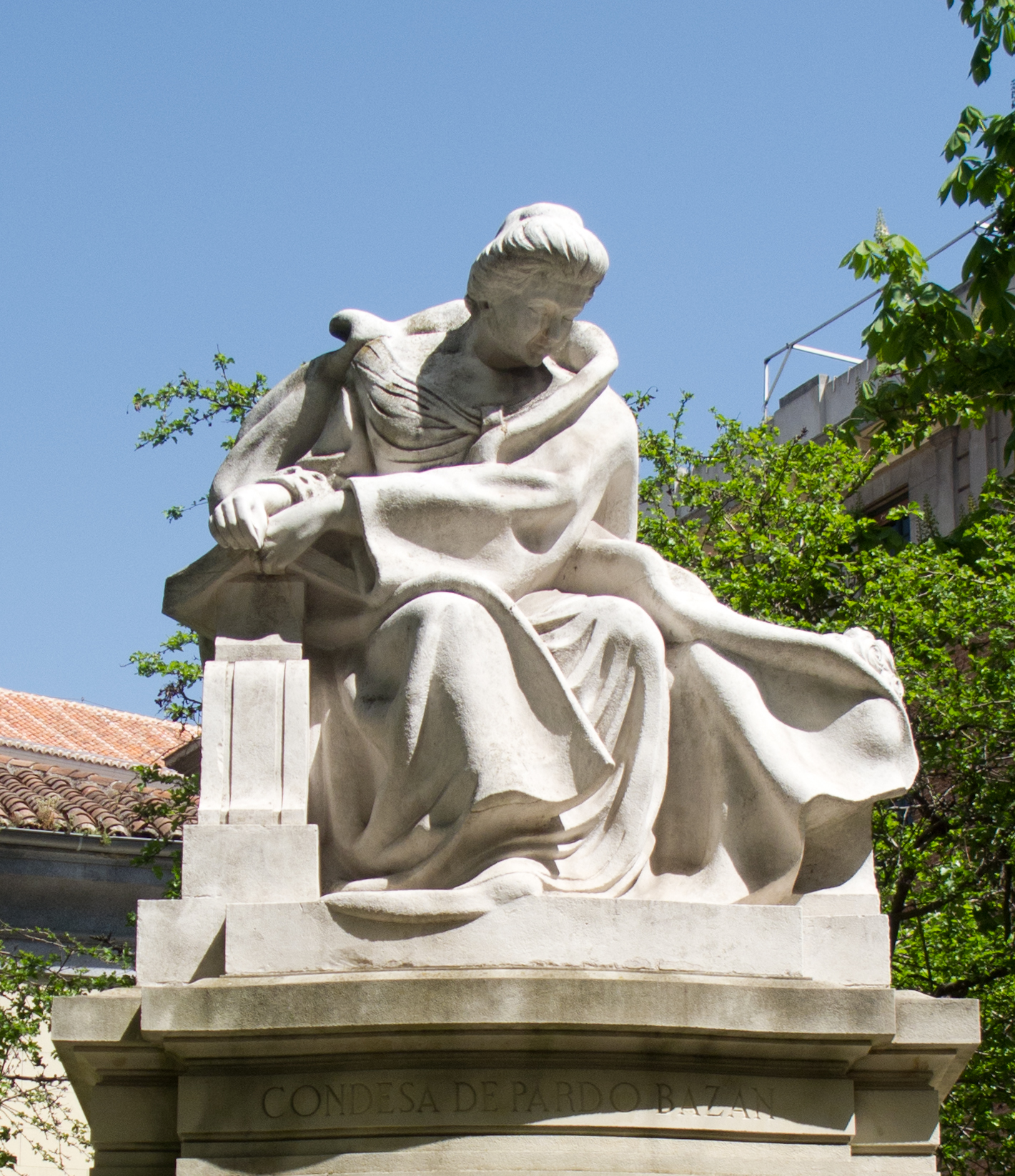
Пам'ятник Емілії Пардо Базан на вулиці Принцеса (Мадрид), робота скульптора Рафаеля Вела дель Кастільо

### Повісті
- Un viaje de novios (1881).
- La tribuna (1883).
- El Cisne de Vilamorta (1885).
- La dama joven (1885). Novela corta.
- Bucólica (1885). Novela corta.
- Los pazos de Ulloa (1886-1887).
- La madre naturaleza (1887).
- Insolación (historia amorosa) (1889).
- Morriña (historia amorosa) (1889).
- Una cristiana (1890).
- La prueba (1890).
- La piedra angular (1891).
- Doña Milagros (1894).
- Memorias de un solterón (1896).
- El tesoro de Gastón (1897).
- El saludo de las brujas (1899).
- El niño de Guzmán (1900)
- Misterio (1902).
- Novelas ejemplares (1904).
  - Los tres arcos de Cirilo
  - Un drama
  - Mujer
- La quimera (1905).
- Cada uno... (1907). Novela corta.
- La sirena negra (1908).
- Belcebú (1908). Novela corta.
- Allende la verdad (1908). Novela corta.
- Dulce dueño (1911).
- La gota de sangre (1911). Novela corta.
- En las cavernas (1912).
- La aventura de Isidro (1916). Novela corta.
- La última fada (1916). Novela corta.
- Clavileño (1917). Novela corta.
- Dioses (1919). Novela corta.
- La serpe (1920). Novela corta.
- Instinto. Novela corta.
- Arrastrada. Novela corta.
- La muerte del poeta. Novela corta.
- Los misterios de Selva, novela inédita.
- La pipa de kif, novela inédita.
- Aficiones peligrosas (1864), escrita a los 13 años.

### Оповідання
Емілія Пардо Базан була плідною авторкою оповідань, яких було опубліковано понад 650.

### Лекції та виступи
- Промову зачитала Емілія Пардо Базан, президент Тимчасової ради галісійського фольклору, Ла-Корунья, Фрегеналь, відповідальний за Торреллас і Сіа (1884).
- Галицький фольклор у 1884—1885 роках. Його протоколи, домовленості та промови Емілії Пардо Базан і Пам'ять Сальвадора Гольпе . Мадрид: тип. Рікардо Фе (1886).
- Інавгураційна промова Ateneo de Valencia, виголошена в ніч на 29 грудня 1899 року, Мадрид: Порада. Ідамор Морено (1899).
- Мадрид. Іспанія вчора і сьогодні (Паризькі конференції), Мадрид: A. Avrial (1901).
- Промова на Квіткових іграх в Оренсі в ніч на 7 червня 1901 року. Тема: Зло Батьківщини Ла-Корунья: тип. Будинку милосердя (1901).
- Промова до пам'яті поета Хосе Марії Габріеля і Галана. Саламанка (1905).

### Журналістика
- Від століття до століття, Мадрид, ест. Тип. Ідамор Морено (1902).
- Новий критичний театр, Мадрид, La España Editorial (1891—1893).
- Журнал Галичини Емілії Пардо Базан (1880). Дослідження та видання Ana M.ª Freire López, La Coruña, Pedro Barrié de la Maza Foundation, Count of Fenosa (1999).
- Повна журналістська робота в La Nación de Buenos Aires (1879—1921). Видання Juliana Sinovas Maté, La Coruña, Provincial Council (1999), 2 томи.
- Листи графині в Diario de la Marina, Гавана (1909—1915). Під редакцією Сесілії Гейдль-Кортінес, Мадрид, Плієгос (2002).
- Від століття до століття (Факсимільне видання з тому Повного зібрання творів), Мадрид, Сенат, Служба публікацій Сенату (2002).
- Contemporary Life, Madrid, Arts Area (2005).[33]
- La Vida Contemporánea (Пам'ятне видання до сторіччя смерті письменника), Мадрид, Зона культури, туризму та спорту (2021).[34]

### Театр
- Театр [Правда. Спуск. молодість. Коріння. Весільна сукня (монолог). Металеве теля. Удача (драматичний діалог)], Мадрид, Р. Веласко імпр. (1909).
- Повний театр. Видання Монсеррат Рібао, Мадрид, Акал (2010).
- Весільна сукня. Монолог, Мадрид, шт. Тип. Ідамор Морено (1899).
- Удача. драматичний діалог, Мадрид, шт. Тип. Ідамор Морено (1904).
- ПРАВДА. Драма на чотири дії, проза, Мадрид, Р. Веласко імпр. (1906).
- Спуск. драматична комедія в п'яти діях, в прозі, Мадрид, Р. Веласко імпр. (1906).
- Коріння: драматична комедія на три дії, в прозі.
- Металеве теля: драматична комедія на три дії, в прозі.
- Молодість: драматична комедія на три дії, проза, оригінал.

### Біографії
- Святий Франциск Ассізький, 13 століття, Мадрид, Бібліотека Мігеля Оламенді (1882), 2 томи.
- Чоловіки та жінки минулих років (Сембланзас), Барселона, Лопес (1896).
- Портрети та літературні нотатки, Мадрид, Адміністрація (1908).
- Ернан Кортес і його подвиги, Мадрид, Читання (1914).
- Франсиско Пісарро або Історія завоювання Перу, Мадрид, Заповіт (1917).
- Релігійні картини, Мадрид, Пуейо (1925).

### Лірика
- Джеймс (1876)
- Хайме, Мадрид, друкарня AJ Alaria (1881).
- Джеймі, Ненсі, Імп. Berger-Levrault & Cie (1886).
- Хайме, Мадрид, Хесус Лопес (1924).
- Неопубліковані чи забуті вірші. Під редакцією Моріса Хемінгуея, Exeter, University of Exeter Press (1996).
- Стара іспанська кухня (1913).
- Сучасна іспанська кухня (1917).

### Переклади
- Джон Стюарт Мілль, Поневолення жінок; з прологом Емілії Пардо Базан, Мадрид, Адміністрація (189?).

### Листи
- Листи до Гальдоса, видання Кармен Браво-Вілласанте, Мадрид, Тернер (1978).
- «Моя дитина» Листи до Гальдоса, нове видання (лютий 2020 р.) з неопублікованим матеріалом Ізабель Парреньо та Хуана Мануеля Ернандеса.[35]
- Листи доброї дружби: листи Емілії Пардо Базан до Бланки де лос Ріос (1893—1919). Ібероамериканська редакція, 2016.[36]

## Пам'ять
- З 2017 року вулиця Генерала Прімо де Рівера у Вальядоліді була перейменована на Calle de Emilia Pardo Bazán.[37]
- Вулиця в місті Монтевідео, Уругвай, носить її ім'я.[38]
- У 2022 році актова зала філологічного факультету Мадридського університету Комплутенсе отримала ім'я Емілії Пардо Базан.[39]